# Heinrich Rischtoff
Heinrich Rischtoff (9 febbraio 1865 – ...) è stato uno schermidore austriaco.
Rischtoff partecipò alla gara di fioretto individuale alla Olimpiade 1900 di Parigi dove non riuscì neanche a superare il primo turno.